# ژاک مورپاس
ژاک مورپاس (انگلیسی: Jacques Maurepas;  – در گذشته ۱۹ سپتامبر ۱۸۰۲) سیاستمدار اهل هائیتی بود. ژاک مورپاس فرمانده شهر پورت-دو-په در شمال شرقی سنت دومینگ (هائیتی فعلی) بود. ناپلئون ارتش بزرگی را به فرماندهی برادر زنش ژنرال شارل لکلرک به این شهر فرستاد  تا توسان لوورتیور را سرنگون کند.
قبل از ورود لکلرک، لوورتیور به مورپاس دستور داد تا در برابر هر کشتی که در مقابل پورت-دو-په ظاهر شود، شدیدترین مقاومت را انجام دهد و در صورتی که به اندازه کافی قوی نبود (فقط نیمی از یک تیپ داشت)، شهر را آتش بزند و سپس به کوه عقب‌نشینی کند. همه نوع مهمات را با خود ببرد و در آنجا تا حد مرگ از خود دفاع کند.
در ۱۲ فوریه ۱۸۰۲، با تصور اینکه نیروهای فرانسوی به شهر رسیده‌اند، مورپاس شهر را به آتش کشید و به کوهی به نام Les Trois Pavillons در نزدیکی شهر عقب نشینی کرد. وقتی ژنرال فرانسوی هامبرت وارد شد، شهر را در آتش دید.
در ۱۳ فوریه، هامبرت در جنگ علیه مورپاس شد، اما کاملاً شکست خورد. هنگامی که چارلز لکلرک این خبر وحشتناک را شنید، ژنرال دبل را از طریق دریا علیه مورپاس فرستاد که او ارتش دبل را نیز شکست داد. با این حال، مورپاس به جای ادامه مبارزه، خود را تسلیم فرانسوی‌ها کرد.